# DON (Zeitschrift)
DON (ursprünglich Sunny, später DON & ADONIS) war eine Zeitschrift mit der Zielgruppe homosexueller Männer, die von 1970 bis 1984 monatlich und bis 1995 zweimonatlich erschien.

## Sunny
Nach in Kraft treten der ersten Reform des § 175 des deutschen Strafgesetzbuches (September 1969) erschien im Mai 1970 Sunny als dritte Zeitschrift für Homosexuelle (nach DU&ICH und Him) und wurde ab Heft 4, im Oktober 1970, in DON umbenannt. Bis Ende 1972 wechselte das Magazin siebenmal den Verlag und viermal die Redaktion.

## DON
Verleger ab Heft 1/1973 war der Darmstädter Druckereibesitzer Henry Ferling. Von 1973 bis 1975 dominierten in DON seichte Geschichten und billige Aktfotos, u. a. schrieben der in Schwulenkreisen umstrittene Autor und Übersetzer Johannes Werres und der nicht nur in Schwulenkreisen umstrittene Hamburger Arzt Dr. Willhart S. Schlegel. Ab Juni 1975 schrieb und gestaltete Michael Albert (Pseudonym) die Zeitschrift, in der er erst ab Heft 1/1976 unter richtigem Namen Jens M. A. Reimer auftauchte, als er die Konzeption, Redaktion und Gestaltung von DON übernahm. Ab Heft 9/1976 war Reimers Münchener Büroanschrift Sitz der DON-Redaktion. Seit dem Jahr 1976 emanzipierte sich das Magazin schrittweise; langsam entwickelte die Zeitschrift schwules, gesellschaftliches und politisches Selbstbewusstsein. Kritisch setzte sie sich auch mit dem Verhalten Homosexueller, mit der schwulen Szene und der linken Schwulenbewegung, vor allem mit der homofeindlichen katholischen Kirche auseinander.
Ab Heft 1/1980 übernahm Gerd Talis (Heidelberg) die DON-Redaktion. Nach starken Auflageneinbußen wurde ab dem Juliheft 1983 Darmstadt wieder Verlags- und Redaktionssitz; das Impressum nannte jetzt wieder Jens M. A. Reimer mit einem von Heft zu Heft variierenden Autorenteam aus Robert Adler, Ejo Eckerle, Achim Ehlert, Dorin Popa und Peter Thaler. Jens M. A. Reimer verschwindet wieder aus dem Impressum und Dorin Popa (Herrsching) firmiert ab Ende 1983 bis zur Doppelnummer 7+8/1984 mit seiner Anschrift als Alleinredakteur.

## DON & ADONIS
Ab der Doppelnummer 9+10/1984 erschien DON in der FV-GmbH (Frankfurt/Main), siehe Foerster Media. Ab der Doppelnummer 9+10/1987 wurde es mit der Zeitschrift Adonis zusammengelegt und nun DON & ADONIS genannt. Mit der Doppelnummer 7+8/1995 stellte Foerster das Magazin ein.